# Anouchka Martin
Anouchka Martin (Saint-Dizier, 5 febbraio 1993) è una nuotatrice francese, campionessa continentale agli europei di Glasgow 2018 nella staffetta 4x100 metri stile libero. Ha rappresentato la Francia ai Giochi olimpici estivi di Tokyo 2020, classificandosi al decimo posto nella staffetta 4x100 m stile libero, con Béryl Gastaldello, Charlotte Bonnet e Margaux Fabre.

## Palamarès
| Anno | Manifestazione         | Sede     | Evento     | Risultato | Prestazione | Note  |
| ---- | ---------------------- | -------- | ---------- | --------- | ----------- | ----- |
| 2018 | Europei                | Glasgow  | 50 m sl    | 22ª B     | 25"59       |       |
| 2018 | Europei                | Glasgow  | 4x100 m sl | Oro       | 3'34"65     | [ 1 ] |
| 2019 | Europei in vasca corta | Glasgow  | 4x50 m sl  | Oro       | 25"59       |       |
| 2021 | Europei                | Budapest | 4x100 m    | Bronzo    | 3'35"92     |       |
| 2021 | Giochi olimpici        | Tokyo    | 4x100 m    | 10º       | 3'36"61     |       |